# Oxystomina alpha
Oxystomina alpha är en rundmaskart som beskrevs av Benjamin G. Chitwood 1937. Oxystomina alpha ingår i släktet Oxystomina och familjen Oxystominidae. Inga underarter finns listade i Catalogue of Life.